# Dan Newhouse
Daniel Milton Newhouse dit Dan Newhouse, né le 10 juillet 1955 à Sunnyside (Washington), est un homme politique américain. Membre du Parti républicain, il est élu de l'État de Washington à la Chambre des représentants des États-Unis depuis 2015.

## Biographie

### Carrière professionnelle et débuts en politique
Dan Newhouse grandit à Sunnyside dans le comté de Yakima. Après des études à l'université d'État de Washington d'où il sort diplômé en 1977, il devient agriculteur dans sa ville natale. Sur un domaine de 240 hectares, il cultive du houblon, de la luzerne, de la vigne et des arbres fruitiers.
Il est élu en 2002 à la Chambre des représentants de l'État de Washington sous les couleurs du Parti républicain. En 2009, il est nommé directeur du département de l'agriculture par la gouverneure démocrate Christine Gregoire. Son mandat s'achève en 2013.

### Représentant des États-Unis
En 2014, il se présente à la Chambre des représentants des États-Unis dans le 4e district de l'État de Washington. Le district, largement rural, s'étend sur les comtés d'Adams, Benton, Douglas, Franklin, Grant, Okanogan et Yakima. Le républicain sortant, Doc Hastings (en), n'est pas candidat à un nouveau mandat. Dan Newhouse arrive en deuxième position de la primaire avec 26 % des voix, derrière un autre républicain Clint Didier (32 %). Lors de l'élection générale, les deux républicains s'affrontent, une première depuis l'instauration de la primaire non partisane dans l'État. Républicain modéré, soutenu par Hastings, Newhouse devrait attirer davantage de voix démocrates que Didier, candidat du Tea Party. Il est élu de justesse face à Didier avec 50,8 % des suffrages.
Candidat à sa réélection en 2016, il doit à nouveau affronter Didier qui lui reproche son manque de conservatisme,. Il arrive largement en tête de la primaire avec 46 % des voix, devant Didier (27 %) et le démocrate Doug McKinley (22 %). Il est réélu en novembre 2016 avec près de 58 % des suffrages. Deux ans plus tard, il remporte sa première élection au Congrès face à un candidat démocrate, battant l'ancienne journaliste Christine Brown avec 65 % des voix. En 2020, il est réélu avec environ deux tiers des suffrages face à Doug McKinley.
Le 13 janvier 2021, après l'assaut du Capitole par des partisans de Donald Trump le 6 janvier, qui fait cinq morts et des dizaines de blessés, la Chambre des représentants approuve la mise en accusation de Donald Trump pour « incitation à l'insurrection » par 232 voix (dont 10 républicains) contre 197,,. Dan Newhouse fait partie, aux côtés de Liz Cheney, des 10 républicains qui se joignent aux démocrates pour voter la mise en accusation de Donald Trump et déclare que le président n'avait aucune excuse pour inciter à l'émeute : « La semaine dernière, une menace intérieure s'est présentée à la porte du Capitole et il n'a rien fait pour l'arrêter. C'est pourquoi, avec le cœur lourd et une détermination sans faille, je voterai oui sur ces articles de mise en accusation ».